# Данілевич Андрій Всеволодович
Андрі́й Все́володович Даніле́вич (19 серпня 1979, м. Житомир, Українська РСР, СРСР) — український журналіст та телеведучий. Кандидат у майстри спорту з тріатлону. Володар титулу «Людина року» 2012.

## Життєпис
Народився в родині робітників. У 2002 році закінчив Житомирський інженерно-технологічний інститут, здобувши спеціальність інженера з автоматизації. З 12 років Андрій професійно займався плаванням та тріатлоном. Виконав норматив кандидата у майстри спорту. У 2015 році, 15 серпня, посів 5-те місце в загальному заліку з міжнародного запливу через річку Дніпро (результат: 10 км за 2 години 36 хв). Після отриманої травми заняття професійним спортом довелося залишити. Зараз лише підтримує форму.
Творчий шлях Андрія Данілевича на телебаченні розпочався у 1999 році. Тоді він дебютував як журналіст на ТРК міста Житомир. Потім працював на телеканалах «К1», «Україна», «Інтер», «UATV». У 2012-му за успіхи в професії отримав звання «Людина року». Основну популярність здобув завдяки соціальному ток-шоу «Стосується кожного», яке припинило своє існування з початком повномасштабного вторгнення Росії в Україну. Навесні 2022 року разом із дружиною та трьома дітьми виїхав із Києва, тікаючи від війни.

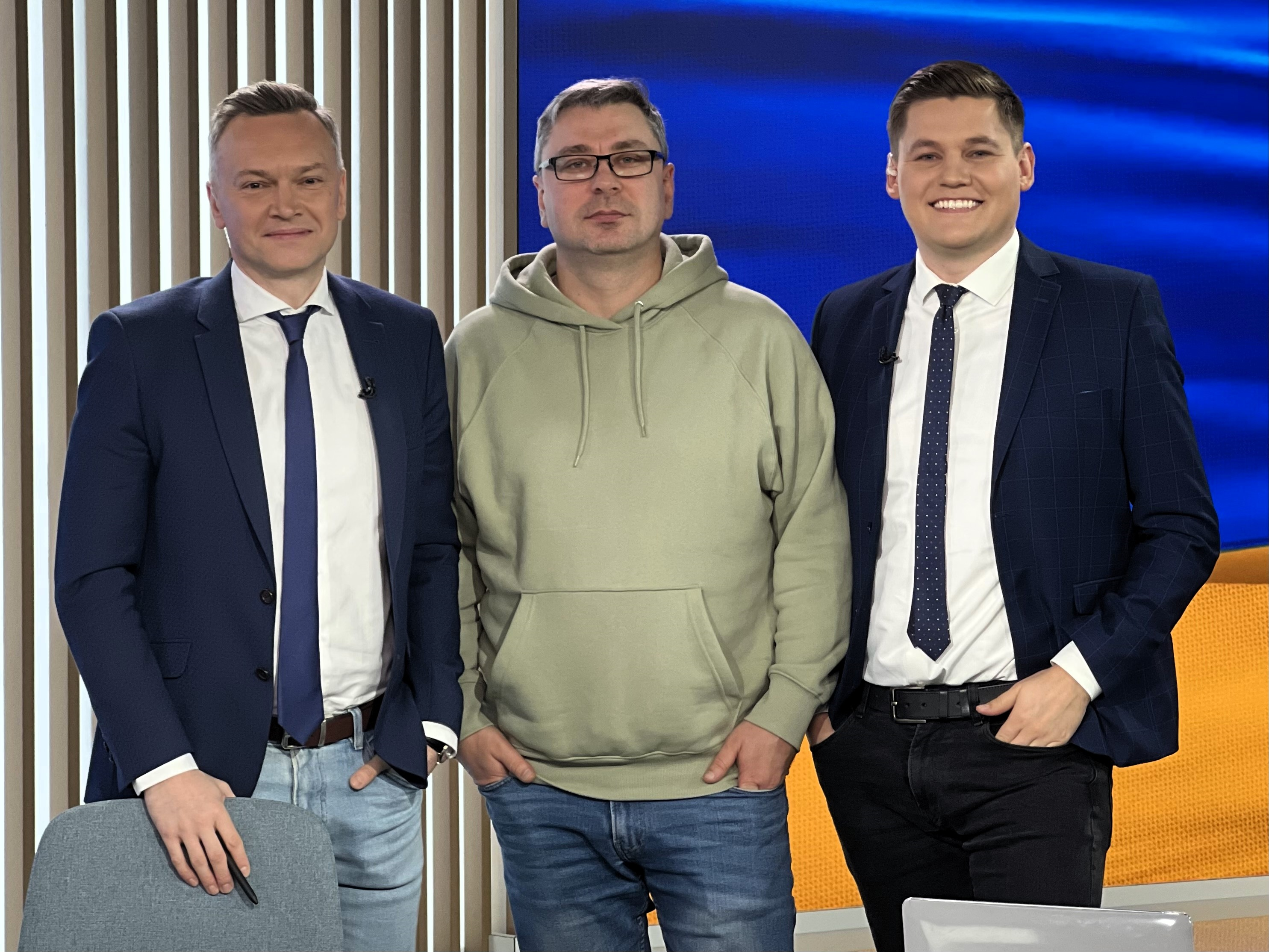
Телеведучі Андрій Данілевич та Павло Прядко із випусковим редактором проєкту FREEДОМ Сергієм Лівадним. 2024 рік.

Роботу продовжив у Варшаві разом зі співведучими та редакторами Павлом Прядком, Іриною Юсуповою, Яном Іванішиним, Сергієм Лівадним та Надією Дерманською у проєкті «FREEДОМ». Студію було створено на базі телеканалу Polsat, аби дати можливість дізнатися правду про російсько-українську війну російськомовним глядачам з усього світу.

## Родина та особисте життя
Андрій Данілевич перебуває у шлюбі з Тетяною Данілевич. Пара виховує трьох синів: Тимофія (2016), Івана (2019) та Олександра (2020).

## Кар'єра
- 1999 — 2002 рр. — робота на обласній телерадіокомпанії. Ведучий, шеф-редактор служби інформації радіостанції «Житомирська Хвиля».
- 2003 — журналіст, випусковий редактор радіослужби «Панорама новин» (Київ).
- 2003 році пройшов кастинг на «1+1». Працював редактором на проєкті «Лімузин», «Найрозумніший», «ПроКіно».
- 2004 — 2005 рр. — журналіст «ТСН: ПроСпорт».
- 2005 — 2006 рр. — ведучий інформаційної програми «Один день» на каналі К1.
- 2006 — вперше з'явився в ефірі «1+1» як ведучий «ТСН: ПроСпорт».
- 2008 — «Подробиці тижня» на телеканалі «Інтер»[11], «Один день» (канал «К1»), «Свобода» («Інтер»).
- 2012 — «Відкритий доступ» і «Події тижня» («Україна»).
- 2014 — 2022 «Стосується кожного» («Інтер»).
- 2017 — «Найрозумніший» і «Крутіше всіх» («Інтер»).
- 2022 — 2024 «Історії війни» (НТН)[12].
- 2022 — 2024 «FREEДОМ» (UATV)[7].

## Факти
У жовтні 2017-го року Незалежна медійна рада засудила один із випусків шоу «Стосується кожного». У ньому розкрилася історія Тетяни Лучишин, 12-річної школярки зі Львівської області. На думку експертів, телеканал «Інтер» і творці проєкту мали забезпечити конфіденційність героїні випуску, опустити деталі її сексуального життя, а також закрити обличчя їй та її доньці. У рішенні Ради зазначається, що творці шоу порушили Закон України про телебачення і радіомовлення, а зокрема 14-й абзац II частини статті 6. У тексті нормативу йдеться про дотримання права на повагу до приватного життя героїв передачі. Крім того, Андрій Данілевич знехтував інтересами дитини заради отримання максимальної кількості шокуючих фактів для подальшої дискусії. Таким чином експерти дійшли висновку, що ведучий програми порушив журналістські стандарти та державне законодавство.

## Нагороди
2012-го був відзначений званням «Людина року» (номінація «Журналіст року» у сфері електронних ЗМІ).